# Best of Aphrodite's Child
Best of Aphrodite's Child è un album raccolta degli Aphrodite's Child, pubblicato dalla Mercury Records nel 1971. 

## Tracce
Lato A
1. Spring, Summer, Winter and Fall – 4:57 (E. Papathanassiou, R. Francis) – Pubblicato solo su 45 giri nel 1970[2]
2. Such a Funny Night – 4:33 (E. Papathanassiou, R. Adams) – Tratto dall'album: It's Five O'Clock (1969)
3. I Want to Live – 3:30 (J.P. Martini; arrangiamento di E. Papathanassiou e B. Bergman) – Pubblicato solo su 45 giri nel 1969[3]
4. You Always Stand in My Way – 3:55 (E. Papathanassiou, B. Bergman) – Tratto dall'album: End of the World (1968)
5. Rain and Tears – 3:10 (E. Papathanassiou, B. Bergman) – Tratto dall'album: End of the World (1968)

Lato B
1. Let Me Love, Let Me Live – 4:42 (L. Sideras, R. Francis) – Tratto dall'album: It's Five O'Clock (1969)
2. Don't Try to Catch a River – 3:38 (E. Papathanassiou, B. Bergman) – Tratto dall'album: End of the World (1968)
3. It's Five O'Clock – 3:29 (E. Papathanassiou, R. Francis) – Tratto dall'album: It's Five O'Clock (1969)
4. Wake Up – 4:05 (E. Papathanassiou, R. Francis) – Tratto dall'album: It's Five O'Clock (1969)
5. End of the World – 3:13 (E. Papathanassiou, B. Bergman) – Tratto dall'album: End of the World (1968)[4]

## Formazione
- Demis Roussos - voce, chitarra acustica, chitarra elettrica, basso, bouzouki
- Vangelis - tastiera, cori, percussioni, vibrafono, flauto
- Loukas Sideras - batteria, cori, percussioni, chitarra

Ospite
- Claude Chauvet - voce aggiunta (brani: End of the World e Rain and Tears)[senza fonte]